# Canvas (HTML-Element)
Ein Canvas-Element (vom englischen canvas für „Leinwand“ oder „Gemälde“) ist ein – in der Sprache HTML – mit Höhen- und Breiten-Angaben beschriebener Bereich, in den per JavaScript gezeichnet werden kann. Ursprünglich von der Firma Apple als Bestandteil des WebKit entwickelt, ist es später von der Arbeitsgruppe WHATWG als Bestandteil der Auszeichnungssprache HTML5 standardisiert worden.

## Fähigkeiten

Canvas-Referenzkarte

Neben normalen Linien- und Rechteckszeichenfunktionen ermöglicht Canvas unter anderem das Zeichnen von:
- Kreisbögen
- Bézierkurven (quadratisch und kubisch)
- Farbverläufen
- Grafiken (Formate: PNG, GIF, JPEG), die skaliert, positioniert und beschnitten werden können
- Transparenz (mit mehreren Abstufungen)
- Text

Objekte und Objektgruppen können verschoben, rotiert und skaliert werden.
Wie bei OpenGL und DirectX auch können Objekte in einem Stack abgelegt werden, was die gezielte Manipulation von Objektgruppen ermöglicht.
Animationen sind mittels Verwendung von JavaScript-Zeitfunktionen möglich.
Die Ausgabe von Vektorgrafik wird nicht unterstützt.

## Unterstützung
Canvas wird von aktuellen Browsern nativ unterstützt.
Microsofts Internet Explorer unterstützt Canvas ab Version 9. Alte Versionen können jedoch mit Plugins, welche von Mozilla und Google zur Verfügung gestellt werden, um die Canvas-Funktion erweitert werden.